# Visoka cataractae
Visoka cataractae är en bäcksländeart som först beskrevs av Sheffield Airey Neave 1933.  Visoka cataractae ingår i släktet Visoka och familjen kryssbäcksländor. Inga underarter finns listade i Catalogue of Life.